# Плазів
Плазів (пол. Płazów) — село в Польщі, у гміні Наріль Любачівського повіту Підкарпатського воєводства.
Населення — 468 осіб (2011).
У 1975—1998 роках село належало до Перемиського воєводства.

## Демографія
Демографічна структура станом на 31 березня 2011 року:
|          | Загалом | Допрацездатний вік | Працездатний вік | Постпрацездатний вік |
| -------- | ------- | ------------------ | ---------------- | -------------------- |
| Чоловіки | 248     | 51                 | 160              | 37                   |
| Жінки    | 220     | 40                 | 113              | 67                   |
| Разом    | 468     | 91                 | 273              | 104                  |

## Історія
Село відоме з 1614 року,  засноване на етнографічній українсько-польській межі. Тут було розвинутий цеховий іконопис, щільно пов'язаний із відповідними школами Перемишля. Село отримало привілей на ярмарок, який розвинув Плазів у помітне містечко Надсяння.
1691 року тут засновано візантійську парафію, яка існувала паралельно з римо-католицькою. 
У ХІХ столітті Плазів стає визнаним центром цехової гравюри, тут працюють численні майстерні з виготовлення друкованих дереворитних образків релігійного змісту. У 1830-их роках тут творив гравер Матвій Кострицький. Плазівські майстри дереворізу були водночас і вибійниками. А їхні практики знайшли своїх наслідувачів  в українських  містах Рава Руська та Медика. Активна робота граверів Плазова зберігалася до 1890-их років. 
Станом на 1.01.1939 в селі проживало 930 осіб, з них 530 українців-грекокатоликів, 100 українців-римокатоликів, 210 поляків, 90 євреїв. Місцева греко-католицька парафія належала до Чесанівського деканату Перемишльської єпархії. Село входило до ґміни Плазув Любачівського повіту Львівського воєводства Польської республіки.
У середині вересня 1939 року німці окупували село, але вже 26 вересня 1939 року відступили і передали Червоній армії, оскільки за пактом Ріббентропа-Молотова правобережжя Сяну належало до радянської зони впливу. Однак Сталін обміняв Закерзоння на Литву і на початку жовтня СРСР передав село німцям, південніше села проліг кордон. За німецької окупації у селі діяла українська школа.
Згідно з опублікованими спогадами членів Товариства «Любачівщина», у 1944-45 роках у Плазові та сусідніх селах відбулись сутички між озброєними учасниками польського та українського підпіль, що в подальшому вилилось у терор польських боївок проти цивільного населення. Під загрозою знищення практично все українське населення с. Плазова змушене було втікати, а ті, що не втекли, зазнали переслідувань і виселень у рамках Акції «Вісла».
У червні 1944 року від рук польських бойовиків загинув мешканець села Стефан Ступак, похорон якого вилився в українську маніфестацію.